# 脇雅史
脇 雅史（わき まさし、1945年〈昭和20年〉2月2日 - ）は、日本の建設官僚、政治家。元参議院議員（3期）。
建設省道路局国道第二課課長、建設省河川局河川計画課課長、近畿地方建設局局長、自由民主党参議院幹事長、自由民主党参議院国会対策委員会委員長、参議院政治倫理審査会会長、参議院選挙制度協議会座長などを歴任した。

## 来歴

### 生い立ち
1945年2月、東京都杉並区にて生まれた。東京都立西高等学校を経て、東京大学に進学した。東京大学では、工学部の土木工学科に在籍し、土木工学を学んだ。1967年3月、東京大学を卒業した。

### 官界にて
東京大学を卒業後、1967年4月に技官として建設省に入省した。建設省の地方支分部局においては、1974年4月より中国地方建設局の太田川工事事務所に赴任した。1979年からは、中国地方建設局の企画部において企画課の課長を務めた。1983年12月からは、中部地方建設局の三重工事事務所にて所長を務めた。1992年1月からは、関東地方建設局にて河川部の部長を務めた。また、建設省の内部部局においては、1981年4月より河川局の開発課にて課長補佐を務めた。1985年12月からは、河川局の海岸課にて海洋開発官を務めた。1990年4月からは、河川局の治水課にて都市河川室の室長を務めた。
1993年6月、建設省の道路局にて、国道第二課の課長に就任した。1994年7月には、建設省の河川局にて、河川計画課の課長に就任した。1995年6月には、近畿地方建設局にて局長に就任した。1997年8月、建設省を退官した。

### 政界にて
1998年、第18回参議院議員通常選挙にて自由民主党公認で比例区から日本建設業連合会の支援を受けて立候補し、初当選。以降2010年の第22回参議院議員通常選挙まで連続3選。初当選後、平成研究会へ入会した。2010年8月、鈴木政二の後任として自由民主党参議院国会対策委員長に就任した（2011年10月に再任）。
2013年7月、自由民主党参議院幹事長に就任した。そのほか、参議院においては、政治倫理審査会の会長などを務めた。また、自由民主党においては、政務調査会にて国土強靱化総合調査会や道路政策特命委員会にて顧問を務めた。2014年には額賀派を退会して無派閥となった。
参議院における一票の格差是正について、自民党の案について一票の格差是正が不十分だと反発し、2015年7月に参議院会派を離脱した（自民党籍は維持）。その後、参院自民党では青木幹雄・森喜朗・古賀誠の3者の引退した元大物政治家が目を光らせて組織運営に口出しする長老支配が続いていることを暴露している。 
2016年7月の第24回参議院議員通常選挙には出馬せず引退。

## 政策・主張
参議院の位置づけ
良識の府とされる参議院に所属する議員は、国務大臣など政府中枢を構成する人物として閣内に入るべきではないと考えており、それを持論としている。そのため、参議院で当選3回を数えるものの、旧政務次官、大臣政務官、副大臣、国務大臣等の役職には一度も就いたことがなかった。第2次安倍改造内閣発足直前、自由民主党参議院会長の溝手顕正から「あなたを閣僚として官邸に推薦したい。私の顔を立ててほしい」 と打診された際にも、「推薦するのは勝手だが、（就任の打診は）受けない」 と回答している。
選挙制度改革
参議院の選挙制度協議会の座長として、一票の格差を是正する改革案の取り纏めに尽力した。選挙制度協議会に対しては、参議院議長の山崎正昭から、2014年中に改革案を取り纏めるよう求められていた。また、同年中には、第23回参議院議員通常選挙の一票の格差に対して、最高裁判所が憲法判断を下すと予測されていた。こうした経緯もあり、与野党を含めた各会派から意見を聴取し、自ら多数の合区など抜本的な座長案を提示するなど、改革案の取り纏めに奔走した。この座長案では有権者の数が少ない選挙区を隣接区と統合することで一票の格差を1.83倍にまで低下させるとしており、各会派に対して座長案への賛否の表明や対案の提示を要請していた。しかし、自由民主党参議院会長の溝手顕正は改革案の取り纏めを2015年の統一地方選挙以降に先延ばしようと考えており、党としての対案を提示しないなど、消極的な姿勢を取り続けた。業を煮やした脇は「参院議長から年内に結論を出すように言われている。自民党だけ案を出していないのはおかしい」 と指摘したうえで、非協力的な態度をとる溝手について「来春の統一地方選後まで選挙制度の見直しをやらないという会長の考えには大変な誤りがある。自民党の信用を失墜させる行為だ。責任を取るべきだ」 と批判し、参議院会長の辞任を要求したが、溝手は辞任に応じず、12日に逆に脇が参院幹事長から更迭された。
2015年7月、自民党が4つの選挙区を2つに合区して合同選挙区を創設することを含めた「10増10減」とする案で野党4党と合意したことに是正不十分として反発。自民党会派を離脱した上で、10合区を含めた「12増12減」とする公明党案に賛成を表明しつつ、「10増10減」とした改正案に反対票を投じた。

## 発言
選挙での候補者の選び方
2013年9月18日に行われた自民党女性議員の集会で「今の制度は政党の段階で候補者の選び方が未熟だ。政党が本当に正しい意味で国会議員を選べるか。これさえしっかりしていれば、あまり大きな声では言えないが、選ぶ人がアホでも、選ばれる人は立派だ」と発言し、その後も撤回を否定した。
一票の格差についての広島高等裁判所岡山支部判決
一票の格差が最大4.77倍だった同年7月の参議院選挙を無効と判断した広島高等裁判所岡山支部判決の一部について11月29日、「取り消してほしい。はなはだ変な判決だ」と批判した。また判決文で本質的協議が行われているとは認められないと指摘されたことに「裁判所に進行中の協議に言及する資格はない」とも述べた。政党幹部が判決の取り消しを求めるのは異例である。
普天間基地移設問題
2014年1月19日の沖縄県名護市長選挙で争点となったアメリカ軍普天間飛行場の名護市辺野古への移設問題に関して、1月21日の記者会見で「（米軍）基地といった迷惑施設、例えばごみ焼却場とか、そういったものはたくさんある」と述べた。

## 略歴
- 1945年 - 東京都杉並区にて誕生。
- 1967年 - 東京大学工学部土木工学科卒業。
- 1967年 - 建設省入省。
- 1974年 - 太田川工事事務所勤務。
- 1979年 - 中国地方建設局企画部企画課課長。
- 1981年 - 建設省河川局開発課課長補佐。
- 1983年 - 三重工事事務所所長。
- 1985年 - 建設省河川局海岸課海洋開発官。
- 1990年 - 建設省河川局治水課都市河川室室長。
- 1992年 - 関東地方建設局河川部部長。
- 1993年 - 建設省道路局国道第二課課長。
- 1994年 - 建設省河川局河川計画課課長。
- 1995年 - 近畿地方建設局局長。
- 1997年 - 建設省退官。
- 1998年 - 第18回参議院議員通常選挙初当選。
- 2004年 - 第20回参議院議員通常選挙再選。
- 2010年 - 第22回参議院議員通常選挙3選。
- 2010年 - 自由民主党参議院国会対策委員会委員長。
- 2011年 - 自由民主党参議院国会対策委員会委員長。
- 2013年 - 自由民主党参議院幹事長。
- 2015年 - 公職選挙法改正による参議院定数改定に反対し参議院自民党会派を離脱。（党籍は存続）

## インターネット配信
- チャンネル桜「闘論！倒論！討論！」等、不定期にて出演中

## テレビ出演
- 日経スペシャル カンブリア宮殿 「公共事業入札改革の行方」（2006年10月2日、テレビ東京）[14]。